# Debatik (film)
Debatik este un film dramatic albanez din 1961 regizat de Hysen Hakani⁠(d). A fost produs ca o lucrare fictivă despre crearea organizației Debatik în Albania în 1942.

## Rezumat
La trei ani după invazia italiană a Albaniei, copiii creează organizația antifascistă, numită Debatik (în albaneză Djemtë E Bashkuar Anëtarë Të Ideve Komuniste). Coli, un băiat sărac orfan, este mândru că este acceptat în organizație. El reușește să-și informeze profesorul comunist că a fost prins de procurori fasciști, dar este ucis în timp ce face acest lucru. Unchiul Demir îl găsește pe băiat și îi transportă cadavrul în trăsură.

## Distribuție
- Shpetim Zani - Coli
- Dhimitër Pecani ca Agimi
- Pëllumb Dërvishi ca Genci
- Sulejman Pitarka ca profesor
- Seit Boshnjaku ca Tenente Franco
- Gjon Karma ca Jorgo
- Lazër Vlashi ca procuror
- Sander Prosi ca director al școlii
- Roland Trebicka - Kosta
- Loro Kovaçi ca Drejtori italjan
- Ndrek Shkjezi ca deținătorul magazinului
- Skënder Plasari ca Skënderi
- Gjeranqina Osmanlliu ca Merushja
- Besim Levonja ca unchiul Lymi
- Benhur Tila ca Agroni
- Mario Ashiku ca Astiti
- Luigjina Leka ca Shpresa
- Qenan Toro ca Provocator
- Tonin Kançi - căpitanul Bruno
- Violeta Manushi ca mama lui Agron
- Ilia Shyti - client